# پادشاه و ملکه
پادشاه و ملکه (انگلیسی: The King and the Queen; کره‌ای: 왕과 비) یک مجموعه تلویزیونی کره جنوبی سال ۱۹۹۸ است. این مجموعه از ۶ ژوئن ۱۹۹۸ تا ۲۶ مارس ۲۰۰۰، روزهای شنبه و یکشنبه ساعت ۲۱:۴۵ (کی‌اس‌تی) از کی‌بی‌اس۱ برای ۱۸۶ قسمت پخش شد. داستان این مجموعه با مرگ پادشاه مونجونگ آغاز می‌شود.